# Чемодуровский сельский округ
Чемодуровский сельский округ — упразднённая административно-территориальная единица, существовавшая на территории Воскресенского района Московской области в 1994—2006 годах.
Чемодуровский сельсовет был образован в первые годы советской власти. По данным 1919 года он входил в состав Спасской волости Бронницкого уезда Московской губернии.
В 1923 году Чемодуровский с/с был упразднён, а его территория передана в Трофимовский с/с.
В 1924 году Трофимовский с/с был переименован в Чемодуровский с/с.
В 1926 году Чемодуровский с/с включал деревни Чемодурово и Трофимово.
В 1929 году Чемодуровский с/с был отнесён к Воскресенскому району Коломенского округа Московской области.
17 июля 1939 года к Чемодуровскому с/с был присоединён Хлопковский сельсовет.
14 июня 1954 года центр Чемодуровского с/с был перенесён в селение Маришкино, а сам сельсовет переименован в Маришкинский сельсовет.
22 июня 1954 года из Гостиловского с/с в Маришкинский была передана территория детского дома.
1 февраля 1963 года Воскресенский район был упразднён и Маришкинский с/с вошёл в Люберецкий сельский район. 11 января 1965 года Маришкинский с/с был возвращён в восстановленный Воскресенский район.
28 января 1977 года центр Маришкинского с/с был перенесён в селение Чемодурово, а сам сельсовет переименован в Чемодуровский сельсовет.
3 февраля 1994 года Чемодуровский с/с был преобразован в Чемодуровский сельский округ
20 ноября 1996 года в Чемодуровском с/о посёлок дома отдыха «Воскресенский» был присоединён к деревне Маришкино.
В ходе муниципальной реформы 2004—2005 годов Чемодуровский сельский округ прекратил своё существование как муниципальная единица. При этом все его населённые пункты были переданы в городское поселение Воскресенск.
29 ноября 2006 года Чемодуровский сельский округ исключён из учётных данных административно-территориальных и территориальных единиц Московской области.